# The Abyss (film)
The Abyss è un film del 1989 scritto e diretto da James Cameron, e interpretato da Ed Harris, Mary Elizabeth Mastrantonio e Michael Biehn.
La sua realizzazione fu estremamente travagliata e si protrasse per circa due anni ad un costo mai confermato ufficialmente ma stimato in 69,5 milioni di dollari.
La versione uscita nelle sale dura 138 minuti, la versione Special Edition uscita in DVD raggiunge i 163 minuti.
Nel 1990 uscì il romanzo omonimo di Orson Scott Card Abyss, trasposizione letteraria del film.
Il film è dedicato al capitano Pierce Oliver Kidd Brewer, Jr., membro del cast deceduto poco tempo dopo l'uscita del film.

## Trama
Nel 1994 un sottomarino SLBM statunitense affonda nelle vicinanze delle Isole Cayman nel Mar dei Caraibi a causa dello scontro con un oggetto sottomarino non identificato. Gli americani decidono che per impedire che i sommozzatori sovietici se ne impadroniscano è necessario organizzare una spedizione il prima possibile, scelgono quindi di inviare una squadra della Navy SEAL a bordo di una piattaforma subacquea privata chiedendo agli operai della compagnia petrolifera proprietaria dell'impianto di collaborare. Il team della SEAL è comandato dal tenente Hiram Coffey, accompagnato dalla progettista della piattaforma Lindsey, ex-moglie dell'operaio Bud Brigman, capo della piattaforma. Durante la discesa per arrivare sul fondo dell'oceano l'esperto sommozzatore Coffey si accorge di subire un tremito alla mano, chiaro sintomo della sindrome nervosa da alta pressione, tuttavia sceglie di tacere per non mettere a repentaglio la propria carriera.
Durante la prima esplorazione del sottomarino uno dei membri della spedizione avvista uno strano organismo fluttuante che emana luce violetta e che sembra studiarlo curiosamente, quando riferisce la sua visione agli altri membri del team non viene creduto e la sua visione viene bollata come "allucinazione dovuta all'errata dose di ossigeno", stessa sorte tocca anche a Lindsey quando avvista uno di questi strani esseri. I membri della squadra SEAL hanno segretamente ricevuto l'ordine di recuperare solo la testata nucleare e per questo prendono possesso di un mezzo per lo spostamento nei fondali oceanici e recuperano la bomba.
Nel frattempo in superficie si sta sviluppando una tempesta che porta in breve ad una rottura e alla conseguente caduta di una trivella che finisce in un crepaccio oceanico, il cavo della trivella si tende e trascina l'habitat sul bordo del crepaccio oceanico. Le conseguenze sono disastrose poiché durante questo incidente muoiono alcuni membri di entrambi i team mentre altri vengono feriti, inoltre tutte le comunicazioni con la nave madre in superficie sono interrotte.
Durante la prima notte in isolamento uno strano tentacolo composto da acqua di mare si leva dal boccaporto ed inizia ad esplorare l'habitat, gli occupanti se ne accorgono e riescono a socializzare con la strana entità instaurando un primitivo dialogo. Proprio durante la fase di contatto Coffey si rende conto di ciò che sta succedendo e interviene troncando con una porta automatica il grosso tentacolo, mentre parla con gli altri mostra i primi segni della pazzia procuratagli dallo stress e dalla pressione.
Nessuno ha dubbi che il tentacolo sia collegato con gli organismi visti durante le esplorazioni, inoltre tutti concordano sul fatto che l'atteggiamento dell'entità era sicuramente pacifico ed esplorativo, quindi decidono di approfondire e di cercare di stabilire un dialogo. Uno strumento per l'esplorazione dei fondali chiamato Big Geek viene programmato per essere spedito nel luogo da cui queste strane entità provengono con lo scopo di effettuare delle riprese.
Coffey continua a mostrare segni di squilibrio e decide irrazionalmente che l'entità è una macchinazione dei sovietici e va quindi distrutta. Prendendo possesso delle armi segretamente imbarcate Coffey e i suoi uomini sopravvissuti all'incidente prendono il controllo dell'habitat con la forza e rinchiudono in una stanza Lindsey, Bud e tutti i suoi subalterni. Tramite dei monitor Lindsey e Bud si rendono conto del piano di Coffey, ovvero collegare l'ordigno nucleare al Big Geek in modo da distruggere l'intera civilità degli esseri non identificati. Coffey inoltre non si rende conto che la potenza dell'ordigno è tale che l'onda d'urto distruggerebbe anche l'habitat e tutti i suoi occupanti.
Bud decide di impedirlo ed insieme a Cat decide di aprire il boccaporto della loro cella improvvisata e tentare di nuotare fino a un altro boccaporto che immette in una stanza non chiusa e non sorvegliata. Nonostante il parere contrario di Lindsey, che teme per la vita dell'ex marito (i due non hanno tute e la temperatura dell'acqua è vicina allo zero e bastano pochi minuti di immersione per andare in ipotermia), Bud parte con la consapevolezza che forse la sua ex-moglie lo ama ancora. I due arrivano al boccaporto ma sfortunatamente lo trovano chiuso e non riescono ad aprirlo, Bud decide di tentare di arrivare fino alla piscina d'immersione e riesce nel suo intento ma viene scoperto da Coffey che inizia a picchiarlo, Bud viene salvato solo dall'intervento di Cat.
Coffey nel frattempo riesce ad infilarsi in uno dei batiscafi e decide di portare Big Geek sul fondale di persona. Bud, dopo aver liberato gli altri, insieme a Lindsey inizia una battaglia fra batiscafi con Coffey. Alla fine del combattimento Coffey riesce a spedire Big Geek dove voleva ma, a causa di un guasto, il suo batiscafo precipita in profondità e implode per la pressione uccidendolo.
Anche il batiscafo di Bud e Lindsey è gravemente danneggiato: non si può muovere e imbarca acqua. Bud era riuscito ad infilarsi una tuta prima di entrarci mentre Lindsey no, e quindi rischia di morire congelata ancor prima che affogata. Bud riesce a trasportarla fino all'habitat ma durante il tragitto Lindsey perde i sensi, Bud tenta di rianimarla e grazie alla sua perseveranza ci riesce.
Dopo che Lindsey si è ripresa Bud decide di andare a prendere Big Geek prima che la bomba esploda. Grazie ad uno speciale fluido liquido che consente di respirare Bud può immergersi fino alla profondità mostruosa di 7.500 metri, qui disinnesca la bomba ma si rende conto di non avere abbastanza fluido ossigenato per ritornare in superficie. Mentre si prepara a dare l'addio ai suoi cari vede una delle entità che gli tende la mano e lo porta nella loro città. Qui Bud si toglie il casco in uno speciale ambiente che gli consente di respirare e viene riportato in superficie dai nativi del mare che si rivelano al mondo.

## Edizione speciale
Nell'edizione speciale (talvolta detta director's cut), curata dal regista come la precedente, la trama è quasi identica. Sono state aggiunte delle scene che si riferiscono alle tensioni tra USA e URSS a causa dell'incidente del sottomarino Montana e delle scene nell'ultima parte del film.
Mentre Bud è ospite nella città degli esseri sottomarini, apprende che i nativi del mare hanno sempre sopportato le intromissioni degli uomini e l'inquinamento dei loro mari, ma in quegli ultimi giorni si erano sentiti attaccati, e gli vengono mostrate delle immagini in cui Bud scopre che mentre loro erano intrappolati sul fondo dell'oceano il Popolo del mare era sul punto di distruggere quasi tutta la popolazione mondiale con una serie di giganteschi tsunami che avrebbero spazzato le coste dell'intero mondo: all'ultimo momento tuttavia essi avevano rinunciato poiché commossi dal tenero scambio di frasi tra Bud e Lindsey (entrambi convinti che Bud fosse in punto di morte). Bud risale portando anche il messaggio del Popolo del mare che invita ad una convivenza pacifica tra i due popoli e tranquillizza gli umani che i megatsunami erano solo un avvertimento e non una minaccia.
In questa versione sono presenti le scene in cui Bud "dialoga" con un esponente del Popolo che gli mostra i loro progetti. Inoltre ci sono sequenze ambientate in alcune città del mondo in cui la folla attonita guarda i megatsunami correre furiosamente e poi fermarsi immobili a pochi metri dalle coste e i loro festeggiamenti quando queste gigantesche onde vengono assorbite senza danni dal mare. Sono state reintegrate inoltre alcune battute di Bud e Lindsey nella fase di risalita inerenti a questa parte della storia che furono rimosse a suo tempo poiché prive di significato in assenza delle sequenze precedentemente tagliate. Altre brevi scene descrittive ed esplicative sono state reinserite durante tutta la pellicola.

## Produzione

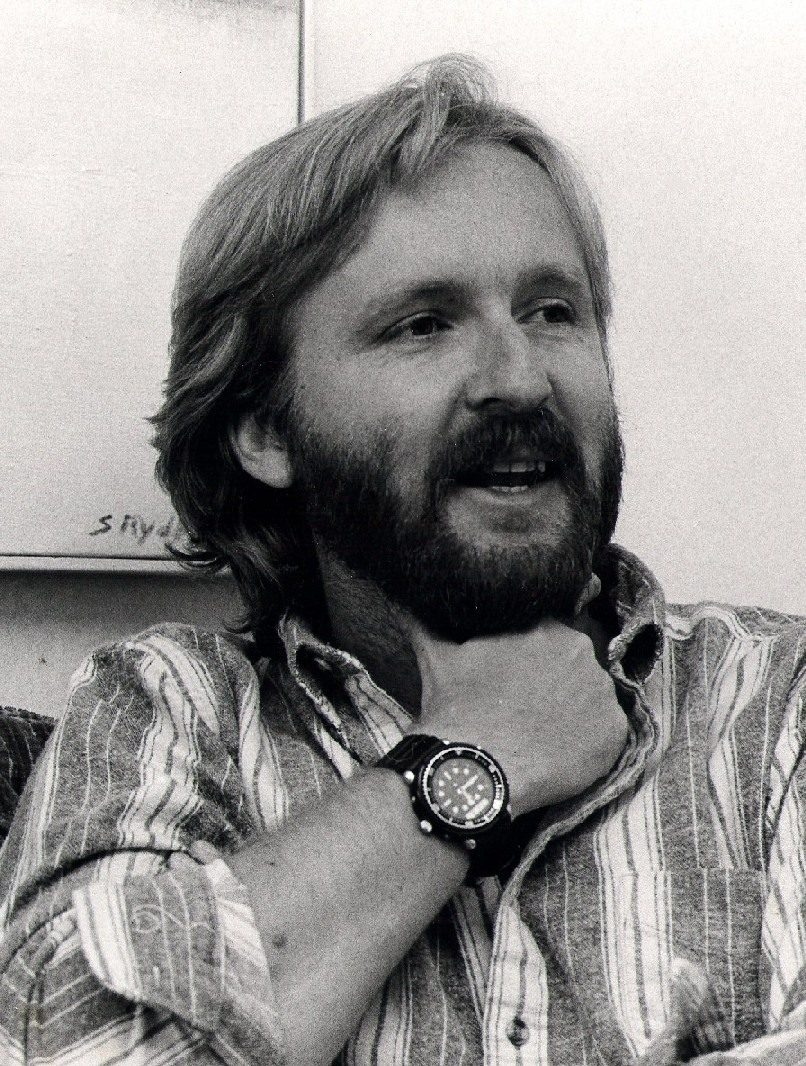
James Cameron in un'immagine del 1986

La realizzazione di The Abyss è tuttora considerata una delle più travagliate e complesse produzioni della storia del cinema mondiale. Molti attori e membri dello staff che vi presero parte occasionalmente rievocano nelle interviste alcune delle innumerevoli vicissitudini che travagliarono la produzione del film.

### Ideazione
L'idea per The Abyss venne in mente a James Cameron dopo aver partecipato ad una lezione di scienze riguardante l'esplorazione dei fondali oceanici in una scuola superiore. Cameron scrisse immediatamente una breve storia incentrata sulle vicende di un gruppo di scienziati rinchiusi in un laboratorio sul fondo dell'oceano. Il film si differenzia notevolmente da quella che era la storia iniziale, infatti se l'idea di base rimase invariata, diversi dettagli della trama sono stati aggiunti e rimossi nel corso degli anni.
Cameron si rese presto conto che l'idea di un "gruppo di scienziati" era troppo poco attraente per un film di Hollywood e scelse di modificarla trasformando gli scienziati in operai specializzati. Mentre realizzava Aliens, Cameron e la produttrice Gale Anne Hurd decisero che The Abyss poteva essere realizzato e sarebbe stato il prossimo film. Cameron iniziò a scrivere la sceneggiatura e la terminò alla fine del 1987. Cameron e la Hurd erano sposati prima di The Abyss, si separarono durante la pre-produzione e divorziarono nel febbraio 1989, cioè circa due mesi dopo la fine delle riprese, Cameron scelse di inserire le sue vicende personali nella relazione tra i personaggi principali Lindsey e Bud.
Non si sa con esattezza né quanto fosse il budget iniziale né il costo finale dell'opera completata. Un dirigente della compagnia di produzione dichiarò che il film costò 47.000.000 $ mentre il The Wall Street Journal parlò di 60.000.000 $, negli ultimi anni si sono diffuse voci che parlano addirittura di 70000000 $. Nonostante la cifra precisa non sia nota è un dato di fatto che il film fu indubbiamente costosissimo, molto più delle produzioni medie del periodo.

### Pre-produzione
In base alla sceneggiatura si prevedeva che circa il 40% delle riprese sarebbe stato effettuato in acqua, per questo il cast e lo staff si esercitarono per una settimana a lavorare sott'acqua alle Isole Cayman.
Cameron e il suo staff furono costretti a progettare e costruire un sistema che consentiva al regista di comunicare sott'acqua con i membri del cast e della troupe, questo sistema consentiva inoltre di registrare i dialoghi degli attori direttamente sul nastro.
Cameron inizialmente progettava di girare il film alle Bahamas, in cui la storia era ambientata. Il regista si rese conto ben presto che ciò era impossibile perché la zona è soggetta a frequenti tempeste ed egli doveva avere il pieno controllo dell'ambiente per garantire la sicurezza agli attori ed evitare ritardi sulla tabella di marcia. Il film fu girato alla Cherokee Nuclear Power Station, poco lontano da Gaffney in Carolina del Sud. La centrale era costata oltre 700 milioni di dollari ma a causa di diversi problemi era stata abbandonata dalla compagnia che l'aveva costruita, Cameron scelse di usarla per via dei due giganteschi contenitori per reattori nucleari. Il più grande era profondo circa 17 m, aveva un diametro di circa 64 m e poteva contenere circa 28.000 m3 di acqua. Il più piccolo dei due venne utilizzato solo per alcune scene addizionali ed era considerevolmente più piccolo potendo contenere "solo" 9.500 m3 di acqua.
Il laboratorio sottomarino era composto da sei moduli collegati tra loro, per progettarlo e realizzarlo furono necessari oltre 6 mesi e una volta ultimato fu ancorato al fondo della vasca grande grazie ad una colonna di 90 tonnellate di cemento. Per i due mezzi di trasporto subacquei Cameron si rivolse alla Can-Dive Services Ltd., una ditta canadese specializzata nella tecnologia per l'esplorazione sottomarina e sui fondali oceanici.

### Riprese

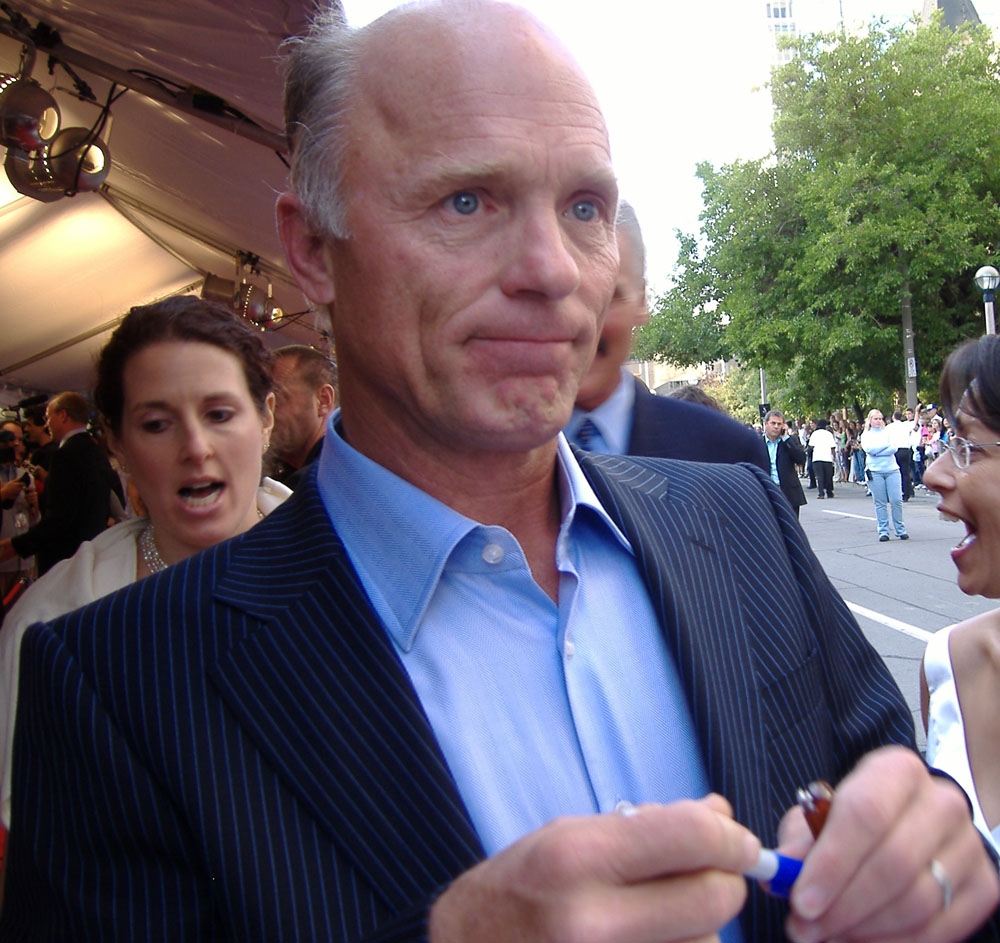
Ed Harris in un'immagine del 2005

Il primo giorno di riprese si ebbe un grave inconveniente dovuto alla formazione di una crepa nel grande serbatoio che causò una fuoriuscita di acqua e un allagamento sul set. Il danno fu prontamente riparato dagli esperti della produzione.
Per la maggior parte delle riprese subacquee Cameron si affidò ad Al Giddings, già noto nel campo delle riprese sottomarine per il suo lavoro in Abissi e che in seguito lavorerà nuovamente con Cameron per Titanic. Giddings usò tre cineprese inserite in apposite casse di sicurezza resistenti alla pressione dell'acqua da lui appositamente create. Cameron volle inoltre che i volti degli attori fossero visibili durante le riprese e per questo vennero usate tute con caschi particolari, inoltre il regista aveva il problema di rendere l'acqua sufficientemente scura da poter essere realistica per un film ambientato diverse migliaia di metri sotto il livello del mare, ma non troppo per poter effettuare le riprese, alla fine per poter ottenere l'isolamento dalla luce solare, la superficie dell'acqua è stata riempita da milioni di palline di plastica nera.
Le riprese richiesero agli attori una permanenza subacquea superiore a quanto preventivato, per salvaguardare la salute degli attori fu installata una camera di decompressione a cui ogni attore doveva sottoporsi quotidianamente.
Il cast e lo staff lavoravano per 70 ore a settimana, 6 giorni su 7 per oltre 6 mesi in un set isolato, questo causò un forte stress a molte persone. Lo stesso Cameron ammise "Sapevo che sarebbe stato difficile da girare, ma non avevo idea di quanto sarebbe stata dura. Non vorrei mai ripeterlo".
Cameron e il suo staff non avevano idea di come fare per girare la scena dell'allagamento dell'habitat sottomarino senza far correre rischi agli attori, alla fine impiegarono oltre 4 ore e mezza solo per trovare un sistema che consentisse di girarla in sicurezza.
Durante la produzione si verificarono frequenti black out in cui si ritrovavano tutti non solo nell'oscurità più totale, ma persino nell'impossibilità di comunicare tra di loro. E con due sole certezze: il recupero non immediato e la riserva d'aria in progressiva diminuzione.
L'attore Leo Burmester dichiarò: "Filmare The Abyss è la cosa più difficile che io abbia mai fatto. Jim Cameron è il tipo di regista che ti spinge al limite, ma non ti fa fare nulla che non faccia lui stesso".
A causa dei tanti inconvenienti la produzione andò a rilento e molti attori si lamentarono pubblicamente di questo, Mary Elizabeth Mastrantonio ha dichiarato "Non abbiamo mai iniziato e finito una scena nello stesso giorno".
Cameron ha più volte ribadito che per girare la scena in cui Harris respira nel fluido è stato usato uno dei preparati sperimentali realmente esistenti all'epoca, e durante le riprese sono stati usati 5 topi che furono realmente immersi nel fluido e che realmente respirarono. Questi 5 topi consentirono al regista di realizzare 5 scene tra cui il regista scelse la migliore, Cameron puntualizzò sempre che tutti i 5 topi riuscirono a sopravvivere alla loro scena e non soffrirono assolutamente. Nonostante queste precisazioni nel Regno Unito la scena del topo immerso nel fluido che consente di respirare fu tagliata su richiesta della Royal Veterinarian che la giudicava crudele. Visto che i test sul fluido avevano dato risultati discordanti (nonostante i 5 topi usciti indenni) che registrarono anche decessi di cavie l'attore Ed Harris di comune accordo con Cameron preferì non fidarsi e durante le riprese delle scene in questione trattenne il fiato o si ricorse a trucchi, dichiarando che il peggior momento della realizzazione del film fu quando il liquido gli entrò nel naso e rischiò di perdere i sensi.
Terminate le riprese i membri del cast erano talmente stressati dai vari incidenti e dallo stile dittatoriale di Cameron che alcuni non parteciparono alla promozione del film.

### Post-produzione
Gli effetti speciali furono affidati a diverse compagnie. La direzione venne affidata alla Dream Quest Images mentre gli effetti computerizzati e ottici vennero realizzati dalla nota Industrial Light & Magic di George Lucas. La scena del gigantesco tentacolo acquatico, creato con l'utilizzo di un attore virtuale, che si snoda per l'habitat sottomarino dura poco più di un minuto ma la ILM impiegò sei mesi per realizzarla.
I tempi di post-produzione furono talmente lunghi da ritardare l'uscita del film, originariamente programmata per il 4 luglio 1989. Alla fine il film uscì nell'agosto 1989, vale a dire quasi un anno e mezzo dopo l'inizio della lavorazione e quasi due anni dopo l'inizio della fase di scrittura.

### Colonna sonora
La colonna sonora è stata composta da Alan Silvestri ed è stata pubblicata da Varèse Sarabande prima su LP il 22 agosto 1989, poi su CD il 1º giugno 1990 (numero di catalogo VSD 5235). Si tratta di un'edizione di 13 tracce per una durata complessiva di 47 minuti. Il 6 gennaio 2014 la stessa casa discografica ha poi pubblicato la Deluxe Edition, un'edizione a doppio CD limitata a 3000 copie (numero di catalogo VCL 1213 1144) che presenta la colonna sonora quasi nella sua completezza (la musica che si sente durante i titoli di coda non è completa). Alle 28 tracce di cui questa edizione è composta si aggiungono, nel secondo CD, 10 "Bonus Tracks", costituite da versioni alternative di tracce usate nel film. La durata totale è di 113 minuti.

## Accoglienza
The Abyss fu distribuito negli Stati Uniti l'11 agosto 1989 in 1.533 sale cinematografiche. Nella settimana di apertura il film andò molto bene incassando 9300000 $. Al momento del ritiro nelle sale nordamericane aveva incassato 54400000 $ collocandosi al 24º posto della classifica annuale e 35500000 $ nel resto del mondo per un incasso totale di circa 90000000 $.
Il film ebbe una critica molto positiva, grazie anche alla trama ben strutturata e agli effetti speciali creati da Joe Letteri (creatore poi di King Kong e della trilogia de Il Signore degli Anelli).

## Doppiaggio italiano
La direzione del doppiaggio e i dialoghi italiani sono stati curati da Susanna Javicoli per conto della KAMOTI Srl. Per le scene aggiunte nella Special Edition è stato richiamato lo stesso cast di doppiatori, ad eccezione di Loris Loddi per Hippy (sostituito da Luigi Ferraro), di Franco Zucca per Sonny (sostituito da Angelo Maggi) e di Stefano De Sando per Leland McBride (sostituito da Ennio Coltorti).

## Riconoscimenti
- 1990 - Premio Oscar
  - Migliori effetti speciali a Hoyt Yeatman, Dennis Muren, John Bruno e Dennis Skotak
  - Nomination Migliore fotografia a Mikael Solomon
  - Nomination Migliore scenografia a Leslie Dilley e Anne Kuljian
  - Nomination Miglior sonoro a Don J. Bassman, Kevin F. Cleary, Richard Overton e Lee Orloff
- 1991 - Saturn Award
  - Migliore regia a James Cameron
  - Nomination Miglior film di fantascienza
  - Nomination Miglior attore protagonista a Ed Harris
  - Nomination Miglior attrice protagonista a Mary Elizabeth Mastrantonio
  - Nomination Migliore sceneggiatura a James Cameron
  - Nomination Migliori effetti speciali a Hoyt Yeatman, Dennis Muren, John Bruno e Dennis Skotak
  - Nomination Miglior colonna sonora a Alan Silvestri
- 1990 - Motion Picture Sound Editors
  - Miglior montaggio sonoro a Dody Dorn e Blake Leyh